# Alouette (radio)
Pour les articles homonymes, voir Alouette.
 (octobre 2010).
Si vous disposez d'ouvrages ou d'articles de référence ou si vous connaissez des sites web de qualité traitant du thème abordé ici, merci de compléter l'article en donnant les références utiles à sa vérifiabilité et en les liant à la section « Notes et références ».
Alouette est une station de radio régionale française, privée, musicale, de Catégorie B, créée le 27 novembre 1981 sous le nom d'« Alouette FM » par Philippe de Villiers aux Herbiers (Vendée). Elle est membre du Syndicat des radios indépendantes et des Indés Radios.
Le directeur d'Alouette est Bertrand de Villiers.

## Historique
Le 27 novembre 1981, la radio est créée aux Herbiers par Philippe de Villiers (alors sous-préfet en disponibilité). L’année suivante, il abandonne toute responsabilité dans Alouette FM (avant d’entrer en politique quelques années plus tard) au profit de son frère Bertrand de Villiers qui devient alors président de la jeune station.
La station tire son nom du site où se trouve implanté son émetteur d'origine, le mont des Alouettes. Son nom se simplifie plus tard en Alouette en adoptant le slogan « La radio qui plume les Parisiennes ».
À ses débuts, la radio est associative et vit des dons de particuliers et d'associations (dont le Puy du Fou).
Fin 1984, Alouette devient une S.A.R.L., la publicité (locale, régionale et nationale) est alors sa principale source de financement. En 1988, le capital de la station est réparti entre l'association fondatrice, Pierre Fabre (alors propriétaire de Sud Radio), diverses instances régionales, le Crédit Agricole et Bayard Presse.
Depuis 1995, le capital d’Alouette, devenue SA, est réparti entre Bertrand de Villiers, toujours président, et l'équipe des cadres dirigeants. En mai 2001, elle prend le statut de S.A.S.
Alouette est membre fondateur du GIE Les Indépendants depuis 1992.
Alouette a développé au cours des années un véritable réseau régional.
C’est aussi l’une des premières radios régionales dont le signal est repris dans les offres radios des bouquets numériques par satellite (CanalSatellite).
En juin 2009, avec 473 400 auditeurs quotidiens, Alouette devient la première radio régionale française en frôlant le point d'audience nationale (résultats de l'enquête Médialocales de Médiamétrie sur la période septembre 2008-juin 2009). À l'occasion de ce très bon résultat, la station annonce vouloir élargir sa zone de couverture à l'occasion du lancement de la radio numérique en postulant sur Bordeaux, Le Mans et Rennes.
En 2010, Alouette atteint le point d'audience nationale devenant ainsi la première radio régionale française.
Entre avril et juin 2012, Alouette atteint de nouveau le point d'audience nationale et confirme son statut de première radio régionale de France, lui permettant de « figurer au peloton des radios d'envergure nationale » selon les mots de Sébastien Lebois, directeur des programmes.
Le 17 juin 2013, Alouette fait l'acquisition de la SARL Polycom qui gère « Tempo la Radio », une station basée à Henvic dans le Finistère. Alouette diffuse ses programmes dans tout le nord du Finistère avec deux fréquences à Morlaix et Landivisiau- Brest, sous le nom de « Tempo, programme Alouette ». Un programme local reste donc de rigueur sur les ondes de cette nouvelle extension de diffusion en Bretagne ouest. Le même jour, Alouette diffuse ses programmes sur quatre fréquences en Creuse et Haute-Vienne après le rachat de « Magic la Radio », qui reprenait jusque-là les programmes de Totem.
Le 27 mars 2018, le groupe Ouest-France, propriétaire de Hit West, annonce son entrée au capital d'Alouette, première radio régionale en France.
En 2019, Alouette fait l’acquisition de la radio locale lochoise « Graffic FM » basée en Indre-et-Loire à la suite d'une liquidation judiciaire. Grâce à cela, Alouette étend son offre d’écoutes avec deux nouvelles fréquences à Loches et Châteauroux.

## Identité visuelle (logo)

ancien logo

## Organisation

### Équipe de direction
- Bertrand de Villiers (Président)
- Sébastien Lebois (Directeur des Programmes) (jusqu'au 26/09/2019)[6]
- Claude-Éric Roy (Directeur des programmes) (à compter du 26/09/2019)
- Denis Le Bars (Rédacteur en Chef)

### Équipe de la rédaction
- Denis Le Bars (Directeur des Rédactions)
- Dimitri Coutand (Journaliste)
- Fabienne Lacroix (Journaliste)
- Marie Piriou (Journaliste)
- Morgan Juvin (Journaliste)
- Bastien Bougeard (Journaliste)
- Thierry Matonnat (Journaliste)
- Nicolas Mézil (Journaliste dans la matinale)

## Diffusion des programmes
En 2019, Alouette couvre 4 régions (Bretagne, Centre-Val de Loire, Nouvelle-Aquitaine et Pays de la Loire) soit 17 départements avec 46 fréquences. Les programmes d'Alouette sont diffusés en modulation de fréquence (FM) sur les secteurs géographiques suivants :
| Ville/Commune             | Département       | Région              | Note                                                                                        |
| ------------------------- | ----------------- | ------------------- | ------------------------------------------------------------------------------------------- |
| Ancenis                   | Loire-Atlantique  | Pays de la Loire    | Radio Beau Soleil FM (programme Alouette)                                                   |
| Angers                    | Maine-et-Loire    | Pays de la Loire    |                                                                                             |
| Angoulême                 | Charente          | Nouvelle-Aquitaine  |                                                                                             |
| Aubusson                  | Creuse            | Nouvelle-Aquitaine  | "Magic programme Alouette" (depuis le 17/06/2013) (rachat de Magic FM)                      |
| Bordeaux                  | Gironde           | Nouvelle-Aquitaine  | Bientôt à 87.7                                                                              |
| Bressuire                 | Deux-Sèvres       | Nouvelle-Aquitaine  |                                                                                             |
| Challans                  | Vendée            | Pays de la Loire    |                                                                                             |
| Château-du-Loir           | Sarthe            | Pays de la Loire    |                                                                                             |
| Château-Gontier           | Mayenne           | Pays de la Loire    | Changement de fréquence le 9 juillet 2011 (de 102.7 vers 95.8)                              |
| Châteaubriant             | Loire-Atlantique  | Pays de la Loire    | Radio Beau Soleil FM (programme Alouette)                                                   |
| Châteauroux               | Indre             | Centre-Val de Loire | Depuis le 18 mars 2019 (rachat de Graffic FM)                                               |
| Châtellerault             | Vienne            | Nouvelle-Aquitaine  |                                                                                             |
| Chinon                    | Indre-et-Loire    | Centre-Val de Loire |                                                                                             |
| Cholet                    | Maine-et-Loire    | Pays de la Loire    |                                                                                             |
| Cognac                    | Charente          | Nouvelle-Aquitaine  |                                                                                             |
| Fontenay-le-Comte         | Vendée            | Pays de la Loire    |                                                                                             |
| Guéret                    | Creuse            | Nouvelle-Aquitaine  | "Magic programme Alouette" (depuis le 17/06/2013) (rachat de Magic FM)                      |
| Jonzac                    | Charente-Maritime | Nouvelle-Aquitaine  |                                                                                             |
| La Roche-sur-Yon          | Vendée            | Pays de la Loire    |                                                                                             |
| La Rochelle               | Charente-Maritime | Nouvelle-Aquitaine  |                                                                                             |
| La Souterraine            | Creuse            | Nouvelle-Aquitaine  | "Magic programme Alouette" (depuis le 17/06/2013) (rachat de Magic FM)                      |
| La Tranche-sur-Mer        | Vendée            | Pays de la Loire    |                                                                                             |
| Landivisiau               | Finistère         | Bretagne            | "Tempo, programme Alouette" (depuis le 17.06.2013) Couverture de Brest depuis cet émetteur. |
| Laval                     | Mayenne           | Pays de la Loire    |                                                                                             |
| Les Herbiers              | Vendée            | Pays de la Loire    | Siège social d'Alouette                                                                     |
| Les Sables-d'Olonne       | Vendée            | Pays de la Loire    |                                                                                             |
| Limoges                   | Haute-Vienne      | Nouvelle-Aquitaine  | "Magic programme Alouette" (depuis le 17/06/2013) (rachat de Magic FM)                      |
| Loches                    | Indre-et-Loire    | Centre-Val de Loire | Depuis le 18 mars 2019 (rachat de Graffic FM)                                               |
| Lorient                   | Morbihan          | Bretagne            | Bientôt à 103.3                                                                             |
| Mayenne                   | Mayenne           | Pays de la Loire    |                                                                                             |
| Melle                     | Deux-Sèvres       | Nouvelle-Aquitaine  |                                                                                             |
| Morlaix                   | Finistère         | Bretagne            | "Tempo, programme Alouette" (depuis le 17.06.2013)                                          |
| Nantes                    | Loire-Atlantique  | Pays de la Loire    |                                                                                             |
| Niort                     | Deux-Sèvres       | Nouvelle-Aquitaine  |                                                                                             |
| Parthenay                 | Deux-Sèvres       | Nouvelle-Aquitaine  |                                                                                             |
| Poitiers                  | Vienne            | Nouvelle-Aquitaine  |                                                                                             |
| Rennes                    | Ille-et-Vilaine   | Bretagne            |                                                                                             |
| Rochefort                 | Charente-Maritime | Nouvelle-Aquitaine  |                                                                                             |
| Royan                     | Charente-Maritime | Nouvelle-Aquitaine  |                                                                                             |
| Ruffec                    | Charente          | Nouvelle-Aquitaine  |                                                                                             |
| Saint-Gilles-Croix-de-Vie | Vendée            | Pays de la Loire    |                                                                                             |
| Saint-Jean-d'Angély       | Charente-Maritime | Nouvelle-Aquitaine  |                                                                                             |
| Saint-Nazaire             | Loire-Atlantique  | Pays de la Loire    |                                                                                             |
| Saintes                   | Charente-Maritime | Nouvelle-Aquitaine  |                                                                                             |
| Saumur                    | Maine-et-Loire    | Pays de la Loire    |                                                                                             |
| Thouars                   | Deux-Sèvres       | Nouvelle-Aquitaine  |                                                                                             |
| Tours                     | Indre-et-Loire    | Centre-Val de Loire |                                                                                             |
| Vannes                    | Morbihan          | Bretagne            |                                                                                             |

### En radio numérique terrestre
- Bordeaux en DAB+

## Audience

### Généralités
En 2010, Alouette atteint le point d'audience nationale sur juillet-août 2010 avec 539 000 auditeurs quotidiens et confirme sa position pour la période novembre-décembre 2010 en fidélisant 530 000 auditeurs quotidiens selon les résultats Médiamétrie. En avril 2011, Alouette est écoutée quotidiennement par 553 000 auditeurs.

### Par départements
- 1re radio toutes stations confondues de la Vendée et Maine-et-Loire
- 1re radio en régions Pays de la Loire et Poitou-Charentes cumulées sur les 25-49 ans
- 1re radio musicale en Pays de la Loire
- 2e radio musicale en Poitou-Charentes[8]